# Örgryte IS
Örgryte IS, Örgryte Idrottssällskap, ÖIS eller familjärt Sällskapet, är ett idrottssällskap i Göteborg, bildat den 4 december 1887 av Wilhelm Friberg. Örgryte har sektioner för bowling, brottning, friidrott, handboll och handikappidrott, men det är sektionen för fotboll som blivit mest känd. ÖIS fotbollssektion är Sveriges äldsta fotbollsklubb som fortsatt bedriver verksamhet, och var drivande i fotbollens utveckling i Sverige under 1890-talet. Föreningens motto lyder Mens sana in corpore sano vilket är latin för "en sund själ i en sund kropp".

## Historik

### Bildandet

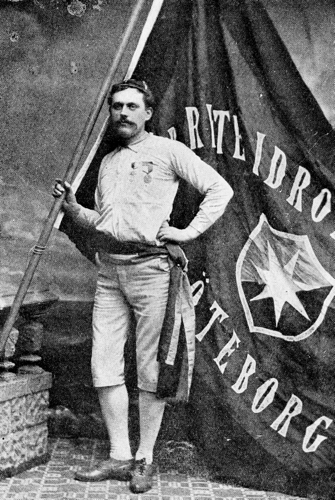
Örgryte IS grundare Wilhelm Friberg med Örgrytes fana

Söndagen den 4 december 1887 samlades några ungdomar i Carlslund, ett större trähus i nordvästra hörnet av Balders hage. Huset och hagen ägdes under många år av konsul August Kjellberg. Gruppen hade samlats för att bilda ett skridskosällskap, och arbetet hade redan satt i gång med anordnandet av en skridskobana i den på Carlslund igenlagda trädgården. På Wilhelm Fribergs förslag antog man namnet "Örgryte idrottssällskap". De tolv stiftarna var: Wilhelm Friberg, W. Silow, Hilmer Ahlqvist, John Ahlqvist, A. L. Hammarbäck, Olof Hammarbäck, Otto Olsson, S. Björklund, A. Gartz, Philip Johnsson, Gustav Alpen, C. Tonning. Första styrelsen bestod av: Wilhelm Friberg (ordförande); H. Ahlqvist (vice ordförande); J. Ahlqvist (sekreterare); A. Gartz (skattmästare) och Philip Johnsson (ledamot).
Två veckor senare bestämdes klubbfärgerna till rött och blått. En sjuuddig stjärna med ÖIS initialer i mitten blev sällskapets sinnebild. Nyårsdagen 1888 var man färdig att inviga den första skridskobanan. Den första allmänna idrottstävlingen hölls i Balders hage söndagen den 6 september 1891. Inbjudan hade gått ut till åtta klubbar i Göteborg, däribland tre gymnastikföreningar, ett skyttesällskap och en tennisklubb. 
Den 3 december 1892 samlades man till femårsfest på Valand. Medlemsantalet uppgick då till över hundra personer. 1897 firade Öis tio år och arrangerade SM i bollspel, atletik och friidrott. 1900 skapades utskott för de olika verksamheterna: friidrott, gymnastik, vinteridrott, målskjutning, tennis, vattenidrott, fotboll och nöjen. 1901 blev föreningen mer tävlingsinriktad och en renodling skedde där idrottarna blev specialiserade och inte längre tävlade i många grenar. En tidig Öis-profil var Otto Nilsson som tävlade i en rad olika idrotter för klubben med bästa resultaten i kulstötning, diskus och spjut.

### Fotbollspionjärer
I Örgryte IS har man spelat fotboll sedan omkring 1890. År 1891 lyckades Öis få ett par skottar, John Lawson och William Scott, som instruktörer i fotboll. Örgryte IS spelade den första "riktiga" fotbollsmatchen någonsin i Sverige. Den spelades den 22 maj 1892 på Heden i Göteborg mellan Örgryte IS och Idrottssällskapet Lyckans Soldater i samband med gymnastik- och idrottsfesten i staden samma år. Öis vann med 1–0.
| ”                                                  | I Spelet deltogo II man från hvardera av Idrottssällskapet LS och Örgryte Idrottssällskap. Bland det senare Sällskapets lag befunno sig sex skottar som visade sin skicklighet i spelet vida öfverlägsen de svenska deltagarnas. Det var otvifvelaktigt ganska lärorikt för desse att se med hvilken beräkning skottarne spelade och hvilken uppmärksamhet de egnade sina ledare. Under det att LS' gossar måste nedlägga mycket mera ansträngning och dermed följande kraftförbrukning i sin strid så vann ÖIS en slutlig seger mera genom sin taktik. Det som spelades var det s k Associationsspelet och det skulle vara afgjordt inom 20 minuter. I första dusten blev striden oafgjord, men i den andra segrade som ofvan nämnts sedan LS under 17 minuter försvarat sin ställning | „ |
| – Referat i Göteborgs Handels- och Sjöfartstidning | |   |

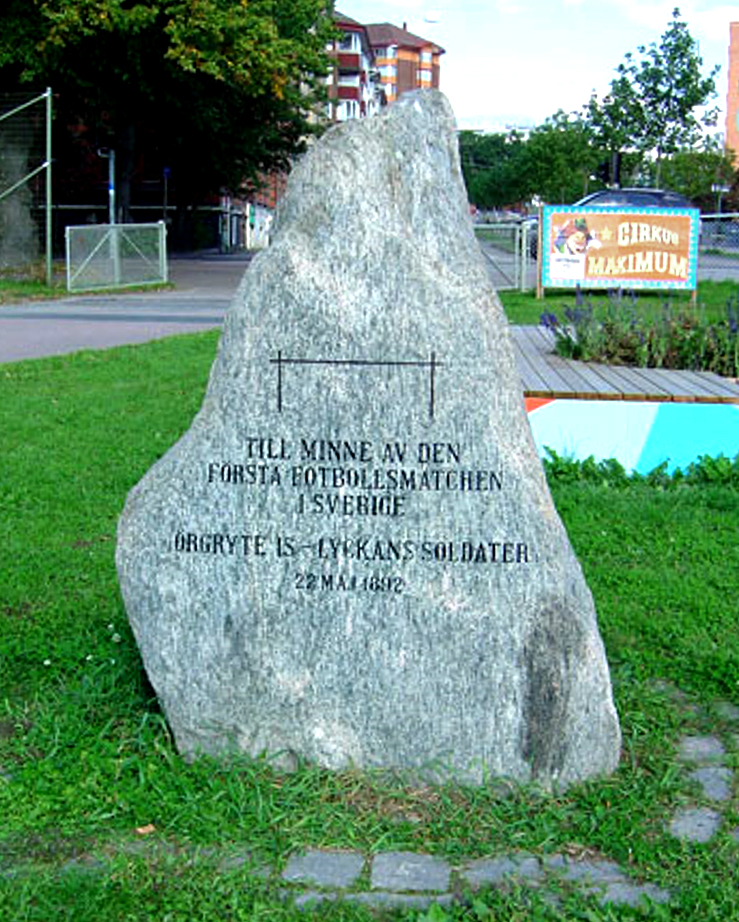
Minnessten på Heden i Göteborg för den första fotbollsmatchen i Sverige.

Idag står en minnessten på Heden i centrala Göteborg som påminner om denna match. Ännu en minnessten har uppförts inne i nöjesparken Liseberg, på Balders hage, den plats där klubben bildades. ÖIS kom att dominera fotbollens barndom i Sverige. Aron Hammarbäck var en tidig eldsjäl för fotbollen i Örgryte IS genom sitt spel på plan och arbete för sporten. Han bildade tillsammans med sin bror Olof Hammarbäck och Erik Grauers stommen i laget – tillsammans med skottarna. Publikintresset för fotbollen var svagt under de första åren och Öis saknade även motstånd. I SM-finalen 1897 spelade klubbens A- och B-lag mot varandra. För att få fram konkurrens grundade Wilhelm Friberg Göteborgs FF.
Första gången som ÖIS mötte Gais var den 8 juni 1897 och ÖIS vann med 2–0. IFK Göteborg mötte man första gången den 12 juli 1905. Matchen slutade 4–1 till ÖIS. De kommande åren utvecklades en rivalitet mellan lagen som ledde till hätsk stämning mellan lagens anhängare. Efterhand utvecklades relationerna och Göteborgsalliansen mellan Örgryte och GAIS och IFK Göteborg grundades år 1919. I SM-finalen 1901 lämnade Öis walkover till AIK sedan Stockholmslaget slagit Örgrytes A-lag i semifinalen och skulle möta andralaget i finalen. 1904 gästades Öis av engelska Corinthian FC som tack för gästvänlighet skänkte en silverpokal – Corinthian Bowl som kommande år blev pris i en tävling mellan Sveriges bästa lag.
Örgrytes ledande position inom svensk fotboll markerades även när landslaget började spela. Öisarna Gustaf Bergström, Erik Bergström och Sven "Bleddy" Olsson var med i Sveriges första landskamp 1908. Samma år deltog Oscar "Påsket" Bengtsson, Sven Olsson och Gustaf Bergström i OS i London. 1912 var Herman Myhrberg lagkapten för det svenska landslaget i OS där Öis hade med ytterligare fyra spelare i backarna Jacob Lewin och Erik Bergström, centerhalvan Gustav Sandberg och anfallaren Erik Börjesson.
1908 invigdes föreningens nya anläggning Walhalla idrottsplats som var den första riktiga fotbollsarenan i Sverige. Hugo Levin, fotbollsspelare och sekreterare i Öis var en av de som var drivande i byggandet av Walhalla och hade flera tunga poster inom Göteborgsfotbollen. Walhalla invigdes genom en match mellan Örgryte och tyska mästarna Victoria Berlin. 1921 krävde Göteborgs stad tillbaka marken för att ge plats åt Jubileumsutställningen 1923 – Örgryte fick börja om igen på Balders Hage men kom 1922 att förlägga fotbollen till Ullevi. 1918 kom det första numret av medlemstidningen Öisaren ut. Erik Börjesson blev 1923 spelande tränare för Öis.

### Allsvensk debut
1910–1924 spelade Örgryte i Svenska serien, en serie som saknade SM-status trots att de ledande lagen deltog i den. Öis vann serien 1910, 1912 och 1924. 1924 vann laget Västra serien och sedan finalen mot AIK. ÖIS var sedan ett av de lag som deltog i den första allsvenska serien, Fotbollsallsvenskan 1924/1925, där laget slutade på en tredjeplats bakom Gais och IFK Göteborg. Dåtidens stora namn var landslagsanfallaren Sven Rydell som var Sveriges första stora fotbollsstjärna och som gjorde sig känd för sitt snabba spel och kreativa dribblingar men framför allt för sin förmåga att göra mål. Även Carl-Erik Holmberg var starkt bidragande till framgångarna, med sina totalt 193 mål i allsvenskan för ÖIS. Holmberg blev allsvensk skyttekung tre gånger (1926, 1928, 1932) och vid sidan om Sven Rydell var han lagets stora stjärna. Douglas Krook blev landslagsback och hade epitetet "världens bästa back". En annan landslagsspelare var mittfältaren Henning Helgesson. 1924 var fyra öisare med och tog OS-brons vid OS i Paris: Sven Rydell, Sven Friberg, Evert Lundqvist och Robert Zander.
ÖIS vann 1926 och 1928, vilket inte gav några SM-guld då allsvenskan först 1931 fick status som SM-serie. Fram till 1925 anordnades SM som en separat turnering. Den allsvenska seriesegern 1926 säkrades genom 1–1 i derbyt mot IFK Göteborg och 6–1 mot IFK Malmö. I matchen mot Malmö stod Carl-Erik Holmberg för fyra mål. 1926 firade Örgryte en stor framgång när man slog Aston Villa med 5–2 vilket var en sensation och gav sällskapet stor uppmärksamhet. Segern mot Aston Villa hyllades som "Svensk fotbolls största dag" i Idrottsbladet. Under 1930-talet blev Viktor Carlund och Otto Andersson landslagsspelare och deltog i VM 1934 och OS 1936. 1938 spelade Kurt Svanström VM.

### Division II och III (1940–1958)
I slutet av 1930-talet började det gå sämre för Örgryte. Man slutade 10 av 12 lag både 1938 och 1939 och undvek alltså precis nedflyttning. 1940 åkte Örgryte ur allsvenskan som nästjumbo.  ÖIS var med i toppen av dåtidens Division II Västra och slutade två år i rad trea. Under kriget kallades många av spelarna in till beredskapen. 1942 blir tidningsmannen Harry Hjörne ny ordförande för Örgryte. 1943 var återtåget till allsvenskan nära efter serieseger men sedan förlorade man kvalet mot IS Halmia efter 0–3 i Halmstad och 2–2 i Göteborg. 1944 nådde Örgryte inte seriesegern som istället gick till Billingsfors IK.
Jubileumsåret 1947 vann Örgryte återigen Division II Västra men förlorade återigen i kvalet, denna gång mot Halmstads BK (0–2, 1–4). Nästkommande säsong spelade blivande Italienproffset Hasse Jeppson i laget som nådde en andraplats bakom Landskrona BoIS. En annan publikfavorit blev Karl Erik "Tölö" Kristensson. Under de kommande åren satsade Örgryte vidare men det gick allt sämre. 1951 trillade man till och med ner i Division III men tog sig omgående tillbaka till division II. Men redan 1954 åkte Öis på nytt ner i division III efter förlust mot BK Derby men tog sig 1955 upp igen till Division II Götaland. Nu kom talanger fram i juniorlagen med de största namnen i Agne Simonsson och Rune Börjesson. Säsongen i division III slutade i stor stil med en målkvot på 86–27 och laget gick obesegrat genom serien med radarparet Simonsson (22 mål) och Börjesson (24 mål) i anfallet.

### Lirarnas lag

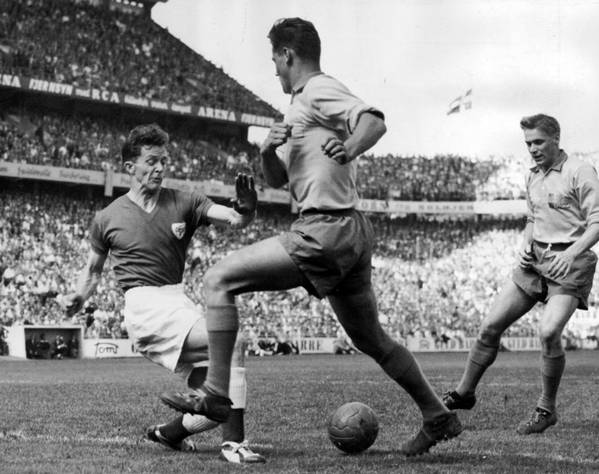
Örgrytes Rune Börjesson i landslaget 1959

Under 1940- och 1950-talen spelade Örgryte i division 2 men skulle komma tillbaka starkt i slutet av 1950-talet. Örgryte lockade rekordpublik trots att man låg i division 2. Det som tog ÖIS tillbaka till allsvenskan blev värvningen av Italienproffset Gunnar Gren 1956. Gren blev spelande tränare för det offensiva lag som lockade storpublik. Gunnar Gren, Rune Börjesson, Agne Simonsson och Wilgot Schwartz blev kallade till landslaget. 1957 slutade i besvikelse då Öis förvisso blev seriesegrare men återigen förlorade ett kval, denna gång mot Motala AIF. 1958 gick så laget äntligen upp i allsvenskan efter 19 års frånvaro. Laget tog sig efter seger i Division II Västra Götaland till allsvenskt kval mot Landskrona BoIS. I den första matchen i Göteborg vann Öis med 5–0. Returen i Landskrona vann man med 1–0 genom en nick från Agne Simonsson. Gunnar Gren och Agne Simonsson var med i det svenska landslag som tog silver i VM i fotboll 1958 på hemmaplan.
1959 slutade Örgryte fyra i allsvenskan efter storlagen IFK Göteborg, IFK Norrköping och Djurgårdens IF. Genomsnittets 25 490 åskådare under säsongen 1959 innebar svenskt publikrekord för allsvensk fotboll som stod sig ända fram till 2015 (då Hammarby IF slog rekordet med ett publiksnitt på 25 507). Agne Simonsson fick både Guldbollen och Bragdguldet efter sin stormatch mot England på Wembley 1959. Andra stora spelare som kom fram i ÖIS under den här tiden var till exempel Lennart Wing. Rune Börjesson tog hem den allsvenska skytteligan med 21 mål. Trots ett riktigt bra spel lyckades man inte bärga något nytt SM-guld under storhetstiden kring 1960. Det var under den här tiden som ÖIS fick smeknamnet "Lirarnas lag". 1960 slutade Örgryte IS trea bakom seriesuveränen IFK Norrköping och IFK Malmö. Rune Börjesson blev 1960 återigen allsvensk skyttekung med 24 mål och blev Italien-proffs. Simonsson har då redan blivit proffs i Real Madrid. 1962 blev Öis fyra i allsvenskan och 1963 sjua. Under hösten 1963 återvände Agne Simonsson till laget.
Närmast ett nytt SM-tecken var ÖIS 1964 då man slutade trea på samma poäng som mästarna Djurgården och Malmö FF. Anfallsduon Simonsson–Börjesson hade återförenats och understöddes av Jens Söderberg, Roger Carlsson och Örjan Persson. Seriesegern gick om intet efter poängtapp, bland annat i derbyn mot Gais (2–2) och IFK (1–5). 1964 blev Örjan Persson proffs i skotska Dundee United och snart skulle Lennart Wing följa Persson till Skottland. 1968 åkte ÖIS ur allsvenskan men tog sig direkt tillbaka från Division II Norra Götaland till allsvenskan 1970. Säsongen i Division II innebar genombrottet för Lennart Ottordahl som gjorde tolv mål. Agne Simonsson vann interna skytteligan med 13 mål. Efter serieseger tog man sig till allsvenskan via kval mot Division II-vinnarna Helsingborgs IF och Sandåkerns SK. Lennart Ottordahl blev matchvinnare med sina två mål när Öis vann med 3–1.

### 1970-talets berg- och dalbana
Öis åkte hiss mellan allsvenskan och division 2 under 1970-talet. Allsvenskan 1970 blev en dyster historia för göteborgsfotbollen där alla stadens tre lag slutade i botten av tabellen. Gais hamnade sist och IFK Göteborg som var regerande mästare åkte ur. Örgryte klarade sig som trea från slutet och blev enda Göteborgslag i allsvenskan 1971. Agne Simonsson tog över som tränare och 1971 slutade Örgryte på en femteplats och avslutade med hemmaseger mot mästarna Malmö FF. 1971 var också året då Peter Dahlqvist blev allsvenskans näst yngsta spelare genom tiderna. Öis spelade kontringsfotboll och ansågs spela tråkig fotboll och hade allsvenskans sämsta publiksnitt. 1972 debuterade Sören Börjesson i laget som senare blev en storspelare i Öis. Börjesson, Dahlqvist och Pär-Olof Ohlsson var Öis tre stora talanger. I laget spelade även Stefan Allbäck som senare var sportchef i Sällskapet på nittiotalet och fram till 2006.
1973 åkte man ur som trettonde och näst sista lag före IF Saab. Agne Simonsson tvingades lämna efter en konflikt med spelartruppen. Under säsongen stod man tillsammans med Gais för säsongens bästa publiksiffra när derbyt (1–1) drog 39 729 åskådare 17 maj 1973. Örgryte kunde göra comeback i allsvenskan redan efter ett år i Division II Södra. Återtåget leddes av tränaren Sid Huntley som värvats från Arsenals juniorverksamhet med säsongens höjdpunkt i derbysegern med 6–1 mot IFK Göteborg. Öis hade också en VM-resenär i Örjan Persson som togs ut till VM i Västtyskland. I allsvenskan slutade Öis elva 1975 och kunde ta sig ovan strecket i näst sista omgången genom 4–1 mot Örebro SK efter mål av bland andra Stefan Allbäck och anfallstalangen Thomas "Polletten" Larsson. Öis säkrade kontraktet i sista omgången genom en 2–1-seger mot IFK Norrköping.
1976 åkte ÖIS på nytt ut som sista lag, med endast 10 inspelade poäng, tre segrar och fyra oavgjorda under hela säsongen. Den gamle yttern Lennart Wing tog över laget inför säsongen men blev sparkad innan åttonde omgången. Under nya tränaren Jan Hallén försökte Öis ta sig ur botten av tabellen. Sällskapet värvade meriterade Ove Grahn men åkte ut. I Division II Södra 1977 slutade Öis tvåa efter Åtvidabergs FF. Ledande spelare var Thomas "Polletten" Larsson, Yngve Källqvist, Stefan Allbäck, Dan Allbäck och Sören Börjesson. ”Polletten” Larsson tog hem skytteligan med 17 mål. Dessutom återvände Peter Dahlqvist under säsongen. Öis såg ut att ha slagläge men förlorade mot IFK Ulricehamn hemma med 0–2 med en 50-årig målvakt mellan stolparna i Ulricehamn, VM 58-spelaren Ingemar Haraldsson. 1978 slutade Öis femma i division II. Våren 1979 gick det dåligt och tränaren Nils Berghamn lämnade och Sven-Agne Larsson återkom för sin tredje period som tränare. 1977 inleddes samarbetet med Stena Line, under många år Örgrytes huvudsponsor och från 1983 var Stena Lines Ingvar Fast även ordförande för Sällskapet.

### SM-guld och 100 år

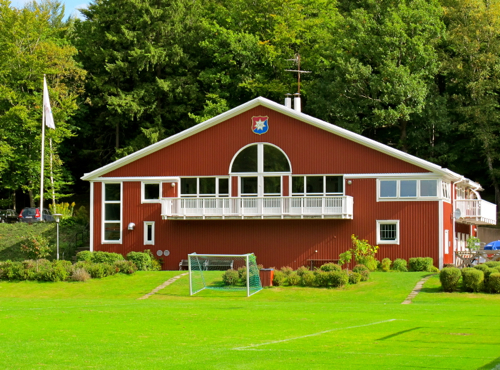
Öisgården i Kallebäck

1980 lyckades man ta sig tillbaka till allsvenskan efter seger i en mycket tät division II-serie där Örgryte hamnade på samma poäng som Gais och IFK Malmö. I den sista omgången vände serien i slutminuterna när Öis vann sin match på en sen straff samtidigt som IFK Malmö förlorade sin match mot Gais genom mål i slutminuterna. Under comebacksäsongen 1981 slutade ÖIS på en fin sjätteplats på 27 poäng. 1982 infördes SM-slutspel i allsvenskan och ÖIS slutade sjua och mötte Hammarby i kvartsfinalerna. ÖIS förlorade med sammanlagt 1-6 hemma och borta. Nästkommande säsong, med Agne Simonsson tillbaka som tränare, slutade ÖIS efter en något mager säsong med tabellraden 6-10-6 åtta och kom med som sista lag i SM-slutspelet. Precis som föregående säsong hade ÖIS inte mycket att hämta i SM-slutspelet: man förlorade med sammanlagt 0-5 mot Östers IF. 1984 missade ÖIS SM-slutspelet precis då man slutade nia i allsvenskan.
I skuggan av IFK Göteborgs stora framgångar (SM-guld, Uefa-cupseger) gick det allt bättre för Örgryte. Framgångarna kulminerade med den överraskande SM-segern mot just IFK Göteborg 1985. ÖIS tog sig till dåtidens SM-slutspel som trea i allsvenskan och mötte Kalmar FF i semifinalen. ÖIS besegrade Kalmar med 4-2 och 3-1. I finalen slog Örgryte ärkerivalen med totalt 6-5. Segern grundlades i den första matchen som man vann med 4-2. Laget tränades av den gamle storspelaren Agne Simonsson och bland spelarprofilerna märktes unge målvakten Sven Andersson (senare i Helsingborgs IF), Glenn Martindahl, Jan Hellström, Hans Prytz, Anders Holmvén, Sonny Åberg  och Conny Karlsson. Den stora segerorganisatören var Sören Börjesson - ofta kallad Mäster Sören. Börjesson blev allsvensk skyttekung med 10 mål medan Jan Hellström blev Örgrytes bäste målskytt i SM-slutspelet med 5 mål.
De svenska mästarna 1985: Sven Andersson (22 matcher/0 mål), Hans Berndtsson (9/0), Sören Börjesson (20/10), Karl Engqvist (16/0), Piter Esberg (9/1), Jan Gidebratt (18/1), Jan Hellström (22/8), Anders Holmvén (15/3), Jukka Ikäläinen (2/0), Anders Karlsson (3/0), Conny Karlsson (22/0), Thomas "Polletten" Larsson (7/0), Glenn Martindahl (14/7), Dennis Olsson (17/0), Hans Prytz (21/1), Göran Ramstedt (5/0), Peter Rodin (5/0), Gunnar Samuelsson (22/3), Henrik Svartborn (6/0), Sonny Åberg (19/2), Åke Johansson
Fakta avser allsvenskan, SM-slutspelet är inte inkluderat.
ÖIS hoppades ha startat en ny storhetstid i och med SM-guldet, inte minst med tanke på 100-årsjubileet 1987, men lyckades inte etablera sig som topplag. 1986 slutade man först på en niondeplats i allsvenskan. I Europacupen för mästarlag åkte man ut redan i första omgången mot de östtyska mästarna BFC Dynamo. Under jubileumsåret 1987 slutade man på nionde plats, Peter Karlsson blev lagets bäste målskytt i allsvenskan med nio mål. Säsongens höjdpunkt kom då man slog IFK Göteborg med 2-1. IFK vann samma år för andra gången Uefacupen. Matchen var en av allsvenskans bästa publikmässigt, 16 470 var en bra siffra under allsvenskans tunga år med svag publiktillströmning. Under jubileumsåret kunde Örgryte även inviga Öis-gården i Kallebäck, föreningens första egna träningsanläggning på decennier efter att laget fått träna omväxlande på Gamla Ullevi, Askimsbadets plan och en plan vid Härlanda fängelse.
1988 spelade ÖIS återigen SM-slutspel efter en fjärdeplacering i allsvenskan. Men i slutspelet förlorade Öis med 0–1 och 1–2 mot Malmö FF:s storlag som kom att bli svenska mästare samma år. 1988 vann Örgryte inomhus-SM (Hallsvenskan) i fotboll. Anders Limpar, som värvats 1986 lämnade klubben för spel i Italien och även tränaren Bob Houghton lämnade och efterträddes av Conny Karlsson. ÖIS kunde inte fortsätta framgångarna och slutade nia 1989 för att under 1990 åka ur som näst sista lag. Under säsongen åkte Örgryte på sin största förlust någonsin i allsvenskan: 1–7 mot Djurgården.

### Division 1 och 2 och allsvensk comeback

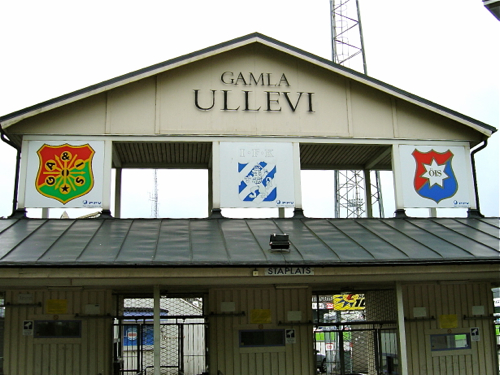
1992 återvände Örgryte IS tillsammans med Gais och IFK Göteborg till Gamla Ullevi.

Under 1990-talet byttes framgångarna under 1980-talet mot degradering och spel i division 1. Örgryte skulle till och med hamna i division 2 innan man började gå upp i seriesystemet igen. 1991 blev Torbjörn Nilsson ny tränare. 1991 kom Öis tvåa i Vårettan Västra bakom Västra Frölunda IF som gick till allsvenskt kval. Öis slutade sista i Höstettan Västra 1991 och hamnade därmed i division 2.
1992 stod Öis för ett unikum då laget gick från division 2 till allsvenskan på en säsong. Dåvarande spelsystem möjliggjorde detta då Öis vann vårserien i division 2 vilket gav en plats i Höstettan Västra där Öis tog hem förstaplatsen och gick till allsvenskt kvalspel. Örgryte var sedan tillbaka i allsvenskan efter kvalseger mot Gais med sammanlagt 4–1. En av spelarna var vänsterbacken Leif Ytterell som blev en kultlirare ("giganten på kanten"). En ung Marcus Allbäck gjorde sina första matcher i A-laget. ÖIS valde även att tillsammans med IFK Göteborg och Gais 1992 återvända till Gamla Ullevi efter åren på Nya Ullevi. På Gamla Ullevi slapp klubbarna löparbanor och den var i sin storlek mer anpassad till publiksiffrorna.
I den utökade allsvenskan med 14 lag slutade ÖIS näst sist 1993. Karl-Gunnar Björklund tog över som tränare och Öis segrade i Division I Södra 1994. 1995 gjorde Öis på nytt comeback i allsvenskan och klarade sig kvar på en stabil sjundeplats. I laget spelade flera unga talanger som Marcus Allbäck, Karl Corneliusson och Erik "Samba-Erik" Johansson tillsammans med rutinerade spelare som Niclas Sjöstedt, Svante Samuelsson, Rúnar Kristinsson och Morgan Nilsson. Målvakten Bengt Andersson som kom till Öis 1993 blev A-landslagsmålvakt. Karl Corneliusson, Morgan Nilsson och mittbacken Jozo Matovac skulle även de senare komma att avancera till svenska A-landslaget.
Öis hade också en huvudsponsor i Abdus Qureshis, mer känd som "Öis-shejken" som genom sitt bolag Escue var miljonsponsor till föreningen 1994–1998. När han blev sponsor sågs han som klubbens räddare men det visade sig att han lurat investerare och han flydde Sverige. Bland de lurade fanns flera svenska idrottsstjärnor, bland dem Marcus Allbäck och Öis-koppling fanns även i den tidigare Öis-ordföranden Ingvar Fast som agerade företrädare för Escue.

### Nya framgångar och sambatakter

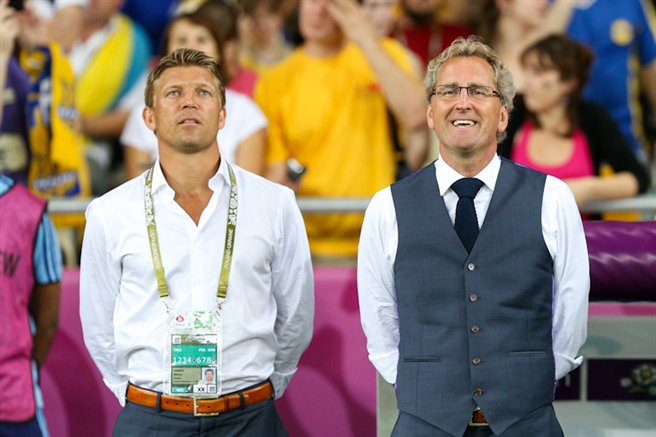
Marcus Allbäck och Erik Hamrén hade en stor andel i Öis framgångar kring 2000.

Under nya tränaren Bosse Backman vände man 0–2 till 5–2 i vårderbyt 1998 mot IFK Göteborg - en av de största derbysegrarna för många öisare. ÖIS var också framme i cupfinal men förlorade på straffar mot Helsingborgs IF - där började nedgången under 1998. ÖIS tappade helt plötsligt spelet och var på nytt nära att degraderas till division I. ÖIS slutade tolva i serien efter att ha startat säsongen på ett strålande sätt. Under nya tränaren Erik Hamrén klarade sig sällskapet kvar med kval mot Umeå FC via 3–2 på bortaplan och en defilering hemma med 3–0.
Erik Hamrén lyckades på ett anmärkningsvärt sätt förvandla 1998 års kvallag till ett av allsvenskans mest sevärda lag som länge utmanade om SM-guldet 1999 och slutade på en fjärdeplacering vilket gav SM-brons. ÖIS lyckades knyta an till epitetet som "Lirarnas lag", med ambitionen att vara Sveriges bästa passningslag. Efter en stark första halva av säsongen där laget länge var obesegrat tappade man mark under hösten. Öis hade ett kompetent mittfält med Markus Johannesson, Allan Kuhn, Magnus Källander, Erik "Samba-Erik" Johansson och Martin Ulander. I försvaret fanns rutinerade kaptenen Sjöstedt, som kompletterades i backlinjen av Brynjar Gunnarsson, Valter Tomaz Junior och Morgan Nilsson. Lagets och allsvenskans skyttekung med 15 mål blev Marcus Allbäck, som kommit hem efter spel i Lyngby FC och AS Bari. Allbäck bildade anfallspar med Joachim Karlsson och i truppen fanns även en ung Johan Elmander.
I Svenska cupen följde 2000 den första cuptiteln efter finalseger mot AIK med 2–1. I cupsemifinalen hade laget slagit ut IFK Göteborg efter straffläggning. Från Frölunda värvade Öis nya mittbacken Johan Anegrund som blev en efterträdare till mångåriga försvarschefen Niclas Sjöstedt och från IFK Göteborg hämtades målvakten Dick Last som blev en klippa mellan stolparna och avancerade till A-landslaget. I allsvenskan 2000 blev det en sjundeplats men Magnus Källanders märkliga mål mot Örebro SK år 2000 utsågs till årets mål i allsvenskan. 2001 hamnade Örgryte på en sjätteplats i allsvenskan.
Under 2000-talet började man samarbeten med den brasilianska klubben Clube Atlético Mineiro. Under säsongen 2002 värvade Örgryte brassarna Afonso och Paulinho Guará som gav lagets anfall tyngd och fantasi. Inte minst Afonso klev fram som matchvinnare, frisparksskytt och tekniker. Laget slutade på en tredjeplats i allsvenskan 2002 - det bästa resultatet sedan 1985. Höjdpunkter var 5–2-segern mot IFK Göteborg och 4–2 hemma mot blivande mästarna Djurgården. Laget hade flera talangfulla spelare som fick pröva på landslagsspel; Jeffrey Aubynn, David Marek och Martin Ulander. Magnus Källander tilldelades Kristallkulan.
Senare kom fler brasilianare till Örgryte från Clube Atlético Mineiro: Esquerdinha, Paulo Roberto, Ailton Almeida, Bosco, Roberio da Silva och Marcelo Sá. Öis inledde även ett samarbete med zambiska Chiparamba Great Eagles. Samarbetet med den zambiska klubben gav spelare som Boyd Mwila, Edwin Phiri och Dominic Yobe. 2003 var ett turbulent år där kontraktsbråk gjorde att Jeffrey Aubynn och Martin Ulander lämnade klubben för spel i Danmark. Trots detta lyckades man efter en något svag inledning segla upp på en fjärdeplats som gav nytt SM-brons. Efter säsongen lämnade den framgångsrike och populäre tränaren Hamrén klubben liksom fixstjärnan Afonso som gick till Malmö FF.

### Sämre tider för Örgryte
Inför säsongen 2004 värvade man som tränare Jukka Ikäläinen, som hade ett förflutet som mittfältare i klubben på 1980-talet. Örgryte hade stora problem under säsongen med ett svagt spel och man parkerade tidigt på en kvalplats, utan att kunna förbättra situationen. Kvalet spelade man mot Assyriska FF och man klarade det allsvenska kontraktet med nöd och näppe. Efter 1-2-förlust på bortaplan vann man med 1-0 hemma efter mål i slutsekunderna av Tryggvi Gudmundsson och stannade kvar tack vare fler bortamål. Assyriska gick sedermera upp på grund av att Örebro SK tvångsdegraderades från allsvenskan.
Inför 2005 värvade man Zoran Lukic som ny huvudtränare och Ikäläinen fick kliva åt sidan men var fortfarande kvar i organisationen. ÖIS lyckades över förväntan och kom till slut på en niondeplats. Innan säsongen hade ÖIS av många setts som ett lag på nedflyttningsplats. Zoran Lukic lyckades gjuta förtroende i laget efter den miserabla säsongen 2004. Inför 2006 hoppades man kunna förbättra sig ytterligare och lyckades bland annat värva stortalangen Ola Toivonen från Degerfors IF. Men laget lyckades inte alls och hamnade tidigt långt ner i tabellen.
Lukic fick gå och istället tog assisterande tränaren och ÖIS-legenden Sören Börjesson över. ÖIS gick också in och lånade spelare, ytterbacken Martin Strömberg från IF Elfsborg och mittbacken Elias Storm från Djurgården. Efter en skaplig inledning fortsatte den negativa trenden och laget hade bland annat stora problem att försvara ledningar under matcher. Laget lyckades inte heller vinna de viktiga matcherna mot de andra bottenlagen, bland annat noterade man 0-2 hemma mot Östers IF, efter att i matchen innan sensationellt vunnit derbyt mot IFK Göteborg med 3-2. Lagets bästa spelare under året ansågs vara unga nyförvärvet Ola Toivonen. Säsongen 2006 slutade med degradering efter att Öis bara vunnit tre matcher och slutat sist på 17 poäng.

### Ansträngd ekonomi
Örgryte IS hade under 2000-talets första årtionde återkommande problem med ekonomin. Man hade 17 ärenden hos kronofogden och var flera gånger i farozonen att mista sin elitlicens, precis som Örebro SK. Under 2006 avgick ordföranden. Under våren genomfördes en nyemission i riskkapitalbolaget Örgryte Sport AB om cirka 45 miljoner kronor vilket fick licensnämnden att godkänna handlingsplanen för klubben. Örgryte Sport AB bytte också namn till Örgryte Fotboll AB. "Därför att i officiella sammanhang använder förbundet det namn man är registrerad under och då låter det bättre med Örgryte Fotboll AB än Örgryte Sport AB".
I augusti såldes Ailton Almeida till den danska klubben FC Köpenhamn för, enligt tidningsuppgifter, knappt 30 miljoner kronor, vilket ytterligare förbättrade ekonomin (Ailton stannade i Örgryte säsongen ut). I början av 2008 såldes Afonso Alves, som tidigare spelade i ÖIS, till Middlesbrough FC från SC Heerenveen vilket gav ÖIS ca 1,5 miljoner kronor. Även vidareförsäljningar av Ola Toivonen, som gick från Malmö FF till PSV Eindhoven, och Paulinho Guará, som gick från Hammarby IF till det sydkoreanska laget Busan I'Park, gav ÖIS intäkter.
Den 13 september 2007 uppstod rykten om en sammanslagning av de tre göteborgsklubbarna Örgryte IS, BK Häcken och Gais. 
Gemensamma protester från supportrarna till de respektive klubbarna för att förhindra projektet hörsammades och sammanslagningen uteblev.

### Superettan och allsvensk återkomst

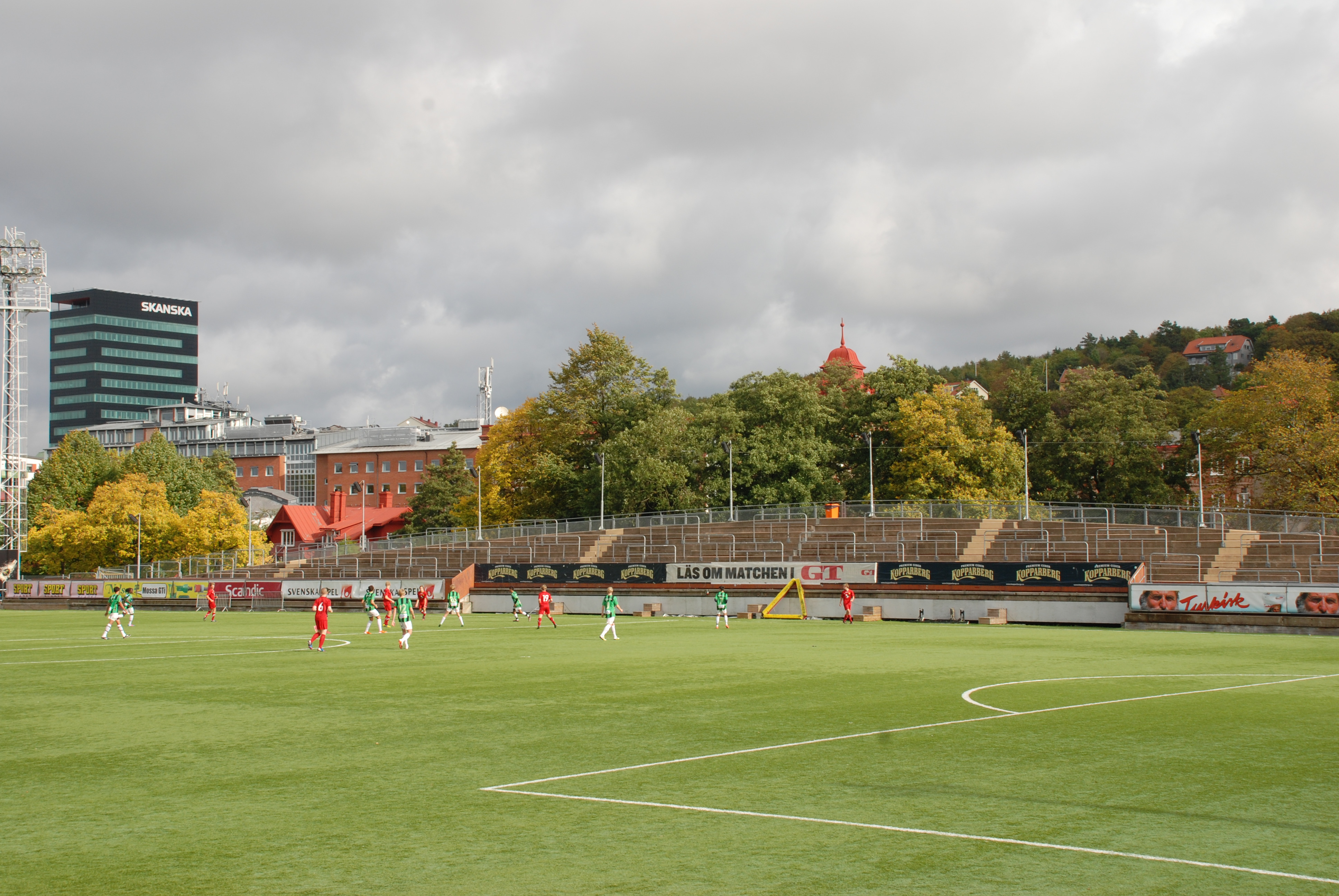
Valhalla idrottsplats i Göteborg

2007 utsågs Janne Carlsson till ny tränare med målet att ta sig tillbaka till allsvenskan. Hemmaplan i Superettan blev Valhalla IP. De första säsongen i superettan slutade i besvikelse med en tiondeplats. Öis värvade spelare som Tommy Lycén och Pavel Zavadil och från de egna leden kom anfallaren Ken Fagerberg fram. Till nästa säsong kunde Öis kraftsamla och tog hem serien före BK Häcken och Brommapojkarna. Efter en stark säsong kunde ÖIS, den 19 oktober 2008, fira ligasegern trots att en omgång återstod efter 3–0 hemma mot Väsby United. Marcus Allbäck blev den stora hjälten efter att ha gjort två nickmål. Målskyttet avslutades med ett mäktigt skott från 39-åringen Magnus Källander som med vänsterfoten skickade iväg ett kanonskott rätt upp i Väsbymålvaktens högra kryss. Marcus Allbäck hade återvänt till moderklubben från FC Köpenhamn i juli 2008. Allbäck sade själv att han valde klubb efter hjärtat, inte efter pengar.
Men matchen kunde ha fått ett mycket tragiskt slut då Marcus Allbäck gjorde 1-0 redan efter en dryg minut. Öissupportrarna blev förstås mycket glada och när de hoppade i glädje gick ett räcke sönder. Ett antal supportrar föll handlöst ca en meter ner och matchen avbröts och kunde inte fortsätta förrän mer än en timme senare. Läktarraset ledde endast till några lättare skador på ett par supportrar.

### Nedflyttningar och konkurs
Örgrytes comeback i allsvenskan slutade redan efter en säsong då man slutade näst sist i serien. Klubben hade en mycket dålig vårsäsong där man under elva matcher bara tog två poäng. I den första matchen för säsongen mötte man Gais på den nya arenan Gamla Ullevi och förlorade med 1–5. En rad förlustmatcher följde sedan.
Klubben hade många spelare som gick skadade under säsongen, bland annat skadade sig målvakten Peter Abrahamsson innan säsongen och under säsongen gick anfallarna Alvaro Santos och Marcus Allbäck skadade. Klubben agerade och tog in Åge Hareide som ny tränare. Örgryte fick också in nya spelare som Sebastian Johansson från Halmstads BK, Bengt Andersson den gamle IFK Göteborgsmålvakten, Roy Miller som spelar i Costa Ricas landslag och Johan Sjöberg från IF Elfsborg. Örgryte gjorde en stark andra halva av säsongen och tog betydligt fler poäng än under våren, men det slutade ändå med nedflyttning. Örgryte såg under en period ut att kunna ta kvalplatsen, men efter förlust mot direkta konkurrenten Djurgården och två oavgjorda matcher var direktnedflyttningen ett faktum. Av 30 spelade seriematcher vann laget inte mer än sex.
Säsongen 2010 slutade i besvikelse då en tilltänkt allsvensk återkomst slutade med en niondeplats i Superettan. Ekonomin var återigen i kris och 7 februari 2011 meddelade Örgryte IS att fotbollssektionen kan komma att slås ihop med Qviding FIF. Detta möttes av motstånd av föreningarnas medlemmar och förslaget drogs tillbaka. Den 11 februari 2011 begärde Örgryte Fotboll AB sig i konkurs. Fotbollssektionen togs över av föreningen Örgryte IS och klubben flyttades ner till Division 1 södra.

### Nya, unga ÖIS

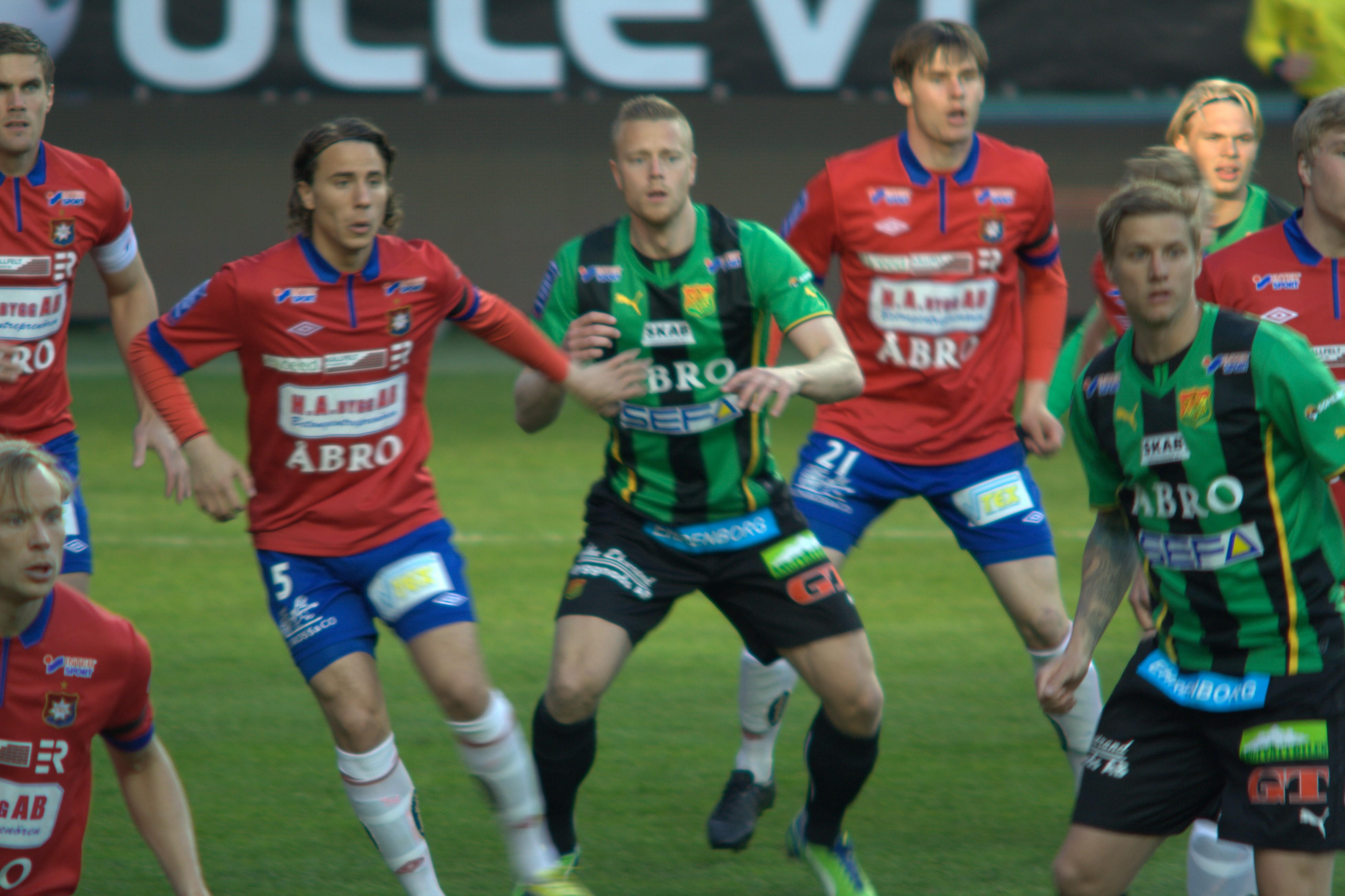
Derby mellan Örgryte och Gais.

Till följd av den turbulenta tiden i samband med konkursen och upplösta spelarkontrakt tog det en viss tid innan resultaten började gå ÖIS väg. Klubben inriktade sig nu främst på att satsa på en ung spelartrupp. Trots en stark höstsäsong räckte inte placeringen till en kvalplats och ÖIS slutade trea i Division 1 Södra 2011.
Inför nästkommande säsong tog Hans Prytz över tränarrollen och 2012 blev ett riktigt succéår för ÖIS. Klubben vann serien i stor stil med endast en förlust och var därmed klar för spel i Superettan 2013. På det centrala mittfältet växte Jakob Lindström, född 1993, fram till en gigant och ledarfigur för det nya, unga ÖIS. På ryggen bar han från och med omgång två och framåt nummer 125 som en hyllning till föreningens 125-årsjubileum.
I samma spår gick bland annat Filip Holländer, 1993, samt Oskar Wallén, 1992. Två ungtuppar som tog stora framsteg i sina fotbollskarriärer. Oskar Wallén var lagets näst bäste målskytt med sina 13 mål från sin anfallsposition och Filip Holländer, som mestadels utgick från högermittfältet men som då och då fick vikariera centralt när det behövdes, vann många supportrars hjärtan på grund av sin enorma löpkapacitet och sitt idoga kämpande matcherna igenom.
Efter en poängmässigt svag vår i Superettan 2013 med endast tre vinster och fyra oavgjorda beslutades det den 7 juli att huvudtränare Hans Prytz samt hans assisterande Jonas Karlén skulle lämna sina poster. Då försvann de två som varit med och byggt det nya, unga ÖIS från grunden. Skälet sades vara att de sportsligt ansvariga kände "att de var tvungna att göra någonting".
In klev istället Marcus Lantz, tidigare U21-tränare och en andra hand åt Hans Prytz vid träningar och matcher, samt Sören Börjesson, tidigare huvudtränare och spelare i ÖIS och vid tillfället ansvarig för klubbens U19- samt U15-lag. I samma veva presenterades även sommarens första nyförvärv. Abdel Bouraima, född i Benin år 1993, plockades in på ett låneavtal vilket sträckte sig säsongen ut där han sänkte medelåldern, som före ankomsten låg på 21,6 år, ytterligare.
Anfallaren George Mourad värvades på sensommaren 2013, från ett äventyr i den kinesiska klubben Qingdao Jonoon FC, på ett kontrakt som sträcker sig säsongen ut. Klubbens sportchef Kent Carlzon beskrev samtidigt sitt nyförvärv som en spelare med potential att göra stor nytta för ÖIS.
Nyförvärven till trots lyckades inte ÖIS med att hålla sig kvar i elitfotbollen. För att nå en av de två nedre kvalplatserna var laget tvunget att segra i den avslutande omgången borta mot IFK Värnamo, men trots ett tusental medresande supportrar förblev matchen mållös från start till mål. Således hamnade ÖIS efter 30 spelade omgångar näst sist vilket innebär att de tillsammans med IK Brage under säsongen 2014 åter igen fick finna sig i att spela i Division 1. Under 2014 ledde laget länge Division 1 Södra men slutade efter en väldigt svag avslutning med bara en seger på sex matcher på kvalplats bakom Utsiktens BK som tog direktplatsen till Superettan. I kvalspelet ställdes ÖIS emot Assyriska FF där man spelade 1-1 på hemmaplan och 0-0 på bortaplan. ÖIS förlorade därför kvalet på grund av färre bortamål och fortsätter i Division 1 Södra under säsongen 2015.

### Uppgång och fall inom elitfotbollen
Den 8 november 2015 stod det klart att Örgryte är tillbaka i Superettan och elitfotbollen. Detta efter en kvalvinst mot Mjällby AIF med sammanlagt 2–1 (1–0 hemma och 1–1 borta). Stor hjälte blev Hannes Sahlin som i den 104:e matchminuten i den andra kvalmatchen borta mot Mjällby nickade in 1–1 vilket innebar att Örgryte totalt kunde stå som segrare. Största utropstecknen för ÖIS var William Atashkadeh och Sebastian Ohlsson som stod för 20 respektive 16 seriemål. Totalt gjorde ÖIS 70 mål på 26 seriematcher i Division 1 Södra 2015.
Örgryte IS är efter flera års diskussioner sedan 2016 en alliansförening. Efter ombildningen heter nu fotbollsverksamheten officiellt Örgryte IS FF och i samband med det gav Örgryte sin serieplats i Superettan till Örgryte IS FF (fotbollsförening). ÖIS gjorde klarade sig kvar i Superettan 2016 och med 39 insamlade poäng kom laget på 9:e plats.
Säsongen 2017 blev en besvikelse för ÖIS del. Klubbdirektören Pierre Edström fick sparken, och efter 2-1-förlust mot Tvååkers i svenska cupen blev även det droppen för tränaren Marcus Lantz som också fick sparken. Sören Börjesson tog över ansvaret som huvudtränare resten av säsongen, som slutade med att sällskapet behövde kvala och åter igen mot Mjällby AIF för att stanna kvar i Superettan. Första matchen slutade med förlust för ÖIS med 2-1 på bortaplan. Den andra matchen startade inte bra då Mjällby fick en tidig straff och utökade den totala ledningen till 1-3. Men i andra halvlek byttes den unge Mohamed Said in och inte långt efter så hade han gjort både 1-1 och sedan utökat till 2-1. Matchen gick till förlängning och en minut innan straffläggning kom avgörandet. Jacob Ericsson vinner bollen på vänsterkanten. Han passar in till Emil Skogh som driver ner i vänstra straffområdet, passar vidare snett inåt bakåt där den engelska Hakeem Araba stångade in bollen i mål med huvudet, ÖIS fullföljde därmed vändningen och vann matchen och blev klara för ännu en säsong i Superettan. 
Örgryte presenterade sin nya tränare Thomas Askebrand som under försäsongen 2018 utförde en rensning av ett flertal spelare, däribland Martin Mutumba, Johan Elmander, William Atashkadeh och Andreas Östling. Fredrik Björck fick rollen som assisterande tränare och Sören Börjesson tog steget till att vara specialtränare. Därefter har hela 10 nya namn skrivit på för ÖIS inför säsongen 2018, mer nytt inför säsongen var att trotjänaren Daniel Paulson fick äran att ta på sig kaptensbindeln.
Efter sommaruppehållet när ÖIS var inne i en mindre formsvacka anslöt Karl-Gunnar Björklund till ÖIS som en del i tränarstaben. Han var även huvudtränare mellan 1994 och 1997 för Örgryte IS. Säsongen 2018 slutade i dur för ÖIS med fem raka segrar de avslutade fem omgångarna. ÖIS slutade 4:a precis framför Halmstads BK som man slog med 2-1 på bortaplan efter ett sent avgörande av Diego Montiel i näst sista omgången.
Året därefter hoppades ÖIS:arna på en kraftsamling och ett återtåg till Allsvenskan. ÖIS-ikonen Aílton Almeida värvades hem, som tillsammans med Gustav Ludwigson och Victor Sköld (nyförvärv från Örebro SK) skulle bilda anfallstrio. Efter en stark vår och sommar föll ÖIS ihop under höstens avslutande duster, med förluster mot bland annat jumbon Syrianska FC, och ÖIS fick istället nöja sig med en 7:e plats.
Säsongen därpå präglades av pandemin, som satte stora käppar i hjulet för ÖIS. Publikstödet uteblev, likväl ekonomiska intäkter. Lägg därtill uteblivna sportsliga framgångar, och året 2020 skulle bli ett år ÖIS:arna allra helst ville glömma. ÖIS avslutade svagt med endast två segrar de avslutande tio matcherna, men säkrade Superettan-kontraktet.
Vid nyårsafton var ÖIS nya tränarrekrytering i mål. Dane Ivarsson hämtades in från Lindome GIF tillsammans Johan Mattsson. Likt föregående säsong hade ÖIS det tufft, där allt under inledningen av säsongen pekade mot nedflyttning. Under sommaren fick tränarduon ordning på spelet och resultaten. ÖIS började vinna samtidigt som nyförvärvet Ajdin Zeljković öste in mål (18 till antalet). Efter en mycket stark andra halva av säsongen slutade ÖIS på en 8:e plats.
Inför den 23:e upplagan av Superettan var förväntningarna på ÖIS skyhöga med flera profilerade nyförvärv, bland annat Nicklas Bärkroth från Djurgårdens IF, Sargon Abraham från Degerfors IF och Sixten Mohlin från Östersunds FK. Efter en mycket svag första halva av säsongen tvingades Örgryte till flera rockader inom den sportsliga organisationen. Sportchefen Igor Krulj fick lämna, likaså tränarparet Dane Ivarsson och Johan Mattsson. Tränarposten tillgavs istället ex-ÖIS:aren Brynjar Gunnarsson. Efter en starkare andra halva av säsongen landade Örgryte slutligen på en 13:e plats och man tvingades till kvalspel mot Sandvikens IF. Kvalet kunde slutligen vinnas med siffrorna 4-3 och ÖIS skulle fortsatt återfinnas i Sveriges näst högsta division i fotboll för herrar.
Den misslyckade säsongen följdes upp med ytterligare en tränarrockad där Brynjar Gunnarsson fick lämna posten som huvudtränare till förmån för Jeffrey Aubynn. ÖIS redde däremot ut stormen och kunde återigen säkra spel i Superettan genom att vinna det negativa kvalet.
Inför säsongen 2024 rekryterade Andreas Holmberg som ny huvudtränare för ÖIS herrlag.

## Damfotboll
ÖIS har sedan 2020 ett representationslag på seniornivå för damer. Man vann sin serie tre säsonger i rad och tillbringade 2023 i Division 1 Södra. Där fick man en tuff säsong som slutade i ett säkrat Division 1-kontrakt med fem återstående minuter av den sista omgången.

## Interna skyttekungar
- 2000: Marcus Allbäck, 16 mål
- 2001: Christian Hemberg, 6 mål
- 2002: Afonso Alves, 13 mål
- 2003: Paulinho Guará, 14 mål
- 2004: Aílton Almeida, 8 mål
- 2005: Aílton Almeida, 13 mål
- 2006: Boyd Mwila och Ola Toivonen, 6 mål
- 2007: Ken Fagerberg, 12 mål
- 2008: Björn Anklev, 11 mål
- 2009: Álvaro Santos, 10 mål
- 2010: Álvaro Santos och Björn Anklev, 7 mål
- 2011: Jakob Olsson, 12 mål
- 2012: Emil Karlsson, 15 mål
- 2013: Emil Karlsson, 6 mål
- 2014: Frantz Pangop, Robin Ingvarsson och Stellan Carlsson, 6 mål
- 2015: William Atashkadeh, 20 mål
- 2016: Sebastian Ohlsson, 10 mål
- 2017: William Atashkadeh, Daniel Paulson och Daniel Sliper, 5 mål
- 2018: Diego Montiel, 13 mål
- 2019: Gustav Ludwigson, 12 mål
- 2020: Adam Bergmark Wiberg, 8 mål
- 2021: Ajdin Zeljkovic, 18 mål
- 2022: Ajdin Zeljkovic, 8 mål
- 2023: Noah Christoffersson, 6 mål
- 2024: Noah Christoffersson, 8 mål

Källa: SvenskFotboll.se 
 SvenskFotboll.se

## Säsonger
| Säsong    | Nivå | Division                | Avdelning | Tabellplacering | Förändringar               |
| --------- | ---- | ----------------------- | --------- | --------------- | -------------------------- |
| 2000 2001 | 1 1  | Allsvenskan Allsvenskan |           | 7 6             |                            |
| 2002      | 1    | Allsvenskan             |           | 3               |                            |
| 2003      | 1    | Allsvenskan             |           | 4               |                            |
| 2004      | 1    | Allsvenskan             |           | 12              | Kvalade till Superettan    |
| 2005      | 1    | Allsvenskan             |           | 9               |                            |
| 2006      | 2    | Allsvenskan             |           | 14              | Nedflyttade                |
| 2007      | 2    | Superettan              |           | 10              |                            |
| 2008      | 2    | Superettan              |           | 1               | Uppflyttade                |
| 2009      | 1    | Allsvenskan             |           | 15              | Nedflyttade                |
| 2010      | 2    | Superettan              |           | 9               | Nedflyttade p.g.a. konkurs |
| 2011      | 3    | Division 1              | Södra     | 3               |                            |
| 2012      | 3    | Division 1              | Södra     | 1               | Uppflyttade                |
| 2013      | 2    | Superettan              |           | 15              | Nedflyttade                |
| 2014      | 3    | Division 1              | Södra     | 2               | Kvalade till Superettan    |
| 2015      | 3    | Division 1              | Södra     | 2               | Uppflyttade                |
| 2016      | 2    | Superettan              |           | 9               |                            |
| 2017      | 2    | Superettan              |           | 13              | Kvar i ligan efter kval    |
| 2018      | 2    | Superettan              |           | 4               |                            |
| 2019      | 2    | Superettan              |           | 7               |                            |
| 2020      | 2    | Superettan              |           | 12              |                            |
| 2021      | 2    | Superettan              |           | 8               |                            |
| 2022      | 2    | Superettan              |           | 13              | Kvar i ligan efter kval    |
| 2023      | 2    | Superettan              |           | 14              | Kvar i ligan efter kval    |
| 2024      | 2    | Superettan              |           | 5               |                            |

Källa: SvenskFotboll.se

## Spelartrupp
| Nummer      | Land      | Spelare              | Födelsedatum      | Senaste klubb  | Moderklubb       |
| Målvakter   | Målvakter | Målvakter            | Målvakter         | Målvakter      | Målvakter        |
| ----------- | --------- | -------------------- | ----------------- | -------------- | ---------------- |
| 30          | Sverige   | Alex Rahm            | 10 augusti 2003   | IF Elfsborg    | Reigate Priory   |
| 44          | Sverige   | Hampus Gustafsson    | 20 juni 2001      | IFK Värnamo    | Sävsjö FF        |
| Försvarare  |           |                      |                   |                |                  |
| 2           | Sverige   | Linus Tagesson       | 11 februari 2002  | Djurgårdens IF | IFK Österåker    |
| 3           | Sverige   | Jonathan Azulay      | 5 maj 1993        | Norrby IF      | BK Smitten       |
| 5           | Sverige   | Christoffer Styffe   | 28 september 2001 | Dalkurd FF     | AIK              |
| 6           | Guinea    | Mikael Dyrestam      | 10 december 1991  | Volos          | IFK Göteborg     |
| 19          | Sverige   | Anton Andreasson     | 26 juni 1993      | Östers IF      | IF Elfsborg      |
| 24          | Sverige   | William Svensson     | 21 augusti 2002   | Örgryte IS U   | Partille IF      |
| 29          | Sverige   | William Alder        | 10 februari 2005  | Örgryte IS U   | Sävedalens IF    |
| -           | Sverige   | Rami Jasim           | 9 november 2005   | Örgryte IS U   | Fässbergs IF     |
| Mittfältare |           |                      |                   |                |                  |
| 7           | Sverige   | Charlie Vindehall    | 8 maj 1996        | IFK Värnamo    | Hovshaga AIF     |
| 8           | Sverige   | Amel Mujanic         | 1 april 2001      | Malmö FF       | BK Olympic       |
| 14          | Sverige   | Daniel Paulson       | 23 september 1995 | Örgryte IS U   | Öjersjö IF       |
| 15          | Sverige   | Isak Dahlqvist       | 25 september 2001 | IFK Göteborg   | Öckerö IF        |
| 21          | Sverige   | William Kenndal      | 4 april 1996      | IFK Värnamo    | Qviding FIF      |
| 22          | Sverige   | Tobias Sana          | 11 juli 1989      | BK Häcken      | Marieholms BoIK  |
| 31          | Sverige   | Aydarus Abukar       | 28 november 2002  | Örgryte IS U   | Lärje/Angered IF |
| -           | Sverige   | Ibrahim Ahmed        | 12 juni 2005      | Örgryte IS U   | Angered MBIK     |
| Anfallare   |           |                      |                   |                |                  |
| 10          | Sverige   | Nicklas Bärkroth     | 19 januari 1992   | Djurgårdens IF | Balltorps FF     |
| 11          | Sverige   | Noah Christoffersson | 11 maj 1999       | Torns IF       | Kulladals FF     |
| 32          | Sverige   | Månz Karlsson        | 12 mars 2007      | Örgryte IS U   | Fässbergs IF     |

### Utlånade spelare
| Nr | Land | Pos | Namn |
| -- | ---- | --- | ---- |

## Matchställ
ÖIS klassiska hemmaställ består av en röd tröja, blåa alternativt mörkblåa byxor samt vita strumpor. Det mest använda bortastället är helvitt (vit tröja, vita byxor och vita strumpor).
Säsongen 2008 var bortastället helsvart (svart tröja, svarta byxor, svarta strumpor) med gråa detaljer samt nummertryck i guld. Ett tredjeställ användes även vid ett enstaka tillfälle, i bortamatchen mot Brommapojkarna som ÖIS förlorade med 1-0. Både ÖIS hemmaställ och ÖIS bortaställ var för lika BP:s hemmaställ, vilket innebar att ÖIS fick fixa ett tredjeställ. Tredjestället var helvitt (vit tröja med röda detaljer, vita byxor och vita strumpor). Trycket av nummer på tröja och byxor utfördes av Intersport. Stilen på siffrorna var densamma som det officiella Premier League-trycket, enda skillnaden var att Premier League-loggan var utbytt mot Intersports. Tröjleverantören var det tyska märket Uhlsport. Nuvarande leverantör är Umbro.
Säsongen 2018 började ÖIS med en unik idé på matchtröjan. Hundratals supportrar betalade pengar till ÖIS för att få sitt namn på ÖIS matchtröja 2018. Totalt var det 643 supportrar som var med på ÖIS matchtröja 2018.
2018 blev tröjan också vinröd. 

### Tröjleverantörer
| Namn       | Företagets ursprung | Startade | Gick/Går ut | Värde |
| ---------- | ------------------- | -------- | ----------- | ----- |
| Sportjohan | Sverige             | -        | -           | -     |
| Umbro      | England             | -        | -           | -     |
| Nike       | USA                 | 2002     | 2007        | -     |
| Uhlsport   | Tyskland            | 2008     | 2012        | -     |
| Umbro      | England             | 2013     | 2016        | -     |
| Nike       | USA                 | 2017     | 2021        | -     |
| Umbro      | England             | 2021     | -           |       |

#### Tröjsponsorer
| Namn                         | Företagets ursprung | Bransch           | Startade | Gick/Går ut | Värde |
| ---------------------------- | ------------------- | ----------------- | -------- | ----------- | ----- |
| Stena Line                   | Sverige             | Rederi            | -        | -           | -     |
| HA Bygg AB                   | Sverige             | Byggfirma         | 2009     | Okänt       | -     |
| Ernst Rosén AB               | Sverige             | Fastighetsföretag | -        | -           | -     |
| Sapa                         | Sverige             | Aluminiumprofiler | -        | 2001        | -     |
| Nordea                       | Sverige             | Bank              | 2001     | 2003        | -     |
| Dunross & Co                 | Sverige             | Aktiebolag        | 2003     | -           | -     |
| Föreningssparbanken/Swedbank | Sverige             | Bank              | 2004     | -           | -     |
| Stavdal                      | Sverige             | Maskinuthyrning   | 2004     | -           | -     |
| Hilton Hotels                | USA                 | Hotell            | 2006     | 2006        | -     |
| Svenska Garantiprodukter     | Sverige             | -                 | 2008     | -           | -     |

## Örgryte IS i Europacuperna
| Säsong    | Turnering      | Omgång | Land         | Klubb                | Resultat |
| --------- | -------------- | ------ | ------------ | -------------------- | -------- |
| 1964/1965 | Mässcupen      | 1R     | Skottland    | Dunfermline Athletic | 2-4, 0-0 |
| 1966/1967 | Mässcupen      | 1R     | Frankrike    | OGC Nice             | 2-2, 2-1 |
|           |                | 2R     | Ungern       | Ferencvaros          | 0-0, 1-7 |
| 1986/1987 | Europacupen    | 1R     | Östtyskland  | BFC Dynamo           | 2-3, 1-4 |
| 1989/1990 | UEFA-cupen     | 1R     | Västtyskland | Hamburger SV         | 1-2, 1-5 |
| 1996      | Intertotocupen | Gr     | Schweiz      | FC Luzern            | 3-0      |
|           |                | Gr     | Kroatien     | Segesta Sisak        | 1-1      |
|           |                | Gr     | Israel       | Hapoel Tel Aviv      | 3-0      |
|           |                | Gr     | Frankrike    | Stade Rennais        | 1-1      |
| 1998      | Intertotocupen | 1R     | Cypern       | Ethnikos Achnas      | 4-0, 1-2 |
|           |                | 2R     | Polen        | Ruch Chorzów         | 2-1, 0-1 |
| 2000/2001 | UEFA-cupen     | Q      | Nordirland   | Coleraine FC         | 1-0, 2-1 |
|           |                | 1R     | Österrike    | Rapid Wien           | 1-1, 0-3 |
| 2003      | Intertotocupen | 1R     | Litauen      | Zalgiris Vilnius     | 3-0, 1-1 |
|           |                | 2R     | Frankrike    | Olympique GC Nice    | 3-2, 1-2 |

## Statistik
- Flest allsvenska matcher: Niclas Sjöstedt, 261 stycken, 1987–2000.
- Flest allsvenska mål: Carl-Erik Holmberg, 193 stycken.
- Publikrekord: 
  - 52 194 åskådare, i en bortamatch i allsvenskan mot IFK Göteborg 3 juni 1959 på Nya Ullevi (allsvenskt rekord).
  - 25 490 åskådare på hemmaplan i snitt under säsongen 1959.[40]
  - Största allsvenska seger: 11-0 mot IFK Norrköping, 6 april 1928.
  - Största allsvenska förlust: 1-7 mot Djurgårdens IF, 26 juli 1990.

### Allsvenska säsonger
- 2009
- 1995–2006
- 1993
- 1981–1990
- 1975–1976
- 1970–1973
- 1959–1968
- 1924–1940

### Allsvenska skyttekungar
- 1925/1926 - Carl-Erik Holmberg (29)
- 1927/1928 - Carl-Erik Holmberg (27)
- 1931/1932 - Carl-Erik Holmberg (29)
- 1938/1939 - Yngve Lindegren  (16)
- 1959 - Rune Börjesson  (21)
- 1960 - Rune Börjesson (24)
- 1985 - Sören Börjesson (10)
- 1999 - Marcus Allbäck (15)

## Statistik

### Topp 10 spelare med flest allsvenska matcher
Spelare i fet stil är fortfarande i Örgryte IS.
Senast uppdaterad 6 november 2014
| Nr | Namn               | Karriär   | Matcher | Mål |
| -- | ------------------ | --------- | ------- | --- |
| 1  | Niclas Sjöstedt    | 1987-2000 | 261     | 23  |
| 2  | Carl-Erik Holmberg | 1924-1939 | 260     | 193 |
| 3  | Magnus Källander   | 1996-2009 | 244     | 17  |
| 4  | Evert Hansson      | 1926-1940 | 215     | 60  |
| 5  | Harry Zachrisson   | 1926-1940 | 212     | 12  |
| 6  | Sven Andersson     | 1981-1990 | 198     | 0   |
| 7  | Otto Andersson     | 1930-1940 | 187     | 2   |
| 8  | Vilgot Schwartz    | 1959-1967 | 182     | 1   |
| 8  | Rolf Wetterlind    | 1959-1967 | 182     | 44  |
| 8  | Sören Börjesson    | 1973-1985 | 182     | 49  |

### Topp 10 spelare med flest allsvenska mål
Spelare i fet stil är fortfarande aktiva i Örgryte IS.
Senast uppdaterad 6 november 2014
| Nr | Namn               | Karriär   | Mål | Matcher | Mål/match |
| -- | ------------------ | --------- | --- | ------- | --------- |
| 1  | Carl-Erik Holmberg | 1924–1939 | 193 | 260     | 0,74      |
| 2  | Sven Rydell        | 1922–1934 | 159 | 179     | 0,88      |
| 3  | Agne Simonsson     | 1959–1970 | 106 | 158     | 0,67      |
| 4  | Rune Börjesson     | 1959–1967 | 91  | 125     | 0,73      |
| 5  | Marcus Allbäck     | 1993–2009 | 62  | 172     | 0,36      |
| 6  | Evert Hansson      | 1926–1940 | 60  | 215     | 0,28      |
| 7  | Sören Börjesson    | 1973–1985 | 49  | 182     | 0,27      |
| 8  | Josef Appelgren    | 1911–1921 | 44  | 59      | 0,75      |
| 8  | Knut Andersson     | 1925–1936 | 44  | 144     | 0,31      |
| 8  | Rolf Wetterlind    | 1959–1967 | 44  | 182     | 0,24      |

## Supportrar
Det finns en rad grupperingar som stödjer Örgryte IS, den äldsta och största är Balders Hage vilket också är Sveriges äldsta supporterförening med dryga 1100 medlemmar (2014). På senare tid har det vuxit fram en rad nya grupper exempelvis Inferno Örgryte, Östra stå, FSH, Sällskapets Fans samt huligangrupperingen Red Fans Klan som kallas för RFK, grundades 1994 och har ett 30-tal medlemmar. RFK är nedlagt och nu återfinns en ny huligangruppering Örgryte Boxningssällskap skapad 2024.

## ÖIS-profiler
- Mikael Ljungberg - OS-guldmedaljör, dubbel världs- och europamästare
- Patrik Sjöberg - Världsrekordhållare, tre OS-medaljer och bragdmedaljör
- Marcus Allbäck - Skyttekung, landslagsanfallare (74 matcher och 30 mål för Sverige), Öisare sedan barnsben
- Aílton Almeida - Brasilianskt anfallsess
- Afonso Alves - Anfallsstjärna och frisparksspecialist, som lagt skorna på hyllan
- Johan Anegrund - Backklippa och ledargestalt, som lagt skorna på hyllan
- Rune Börjesson - Allsvensk skyttekung (1959 och 1960)
- Sören Börjesson - Frisparksspecialist och nyckelspelare vid SM-guldet 1985, idag specialtränare i ÖIS A-lag
- Johan Elmander - Landslagsanfallare och tidigare Premier League-spelare, valde senare att avsluta karriären i ÖIS
- Jan Hellström - Med fem mål vann han tillsammans med Stefan Pettersson slutspelets skytteliga SM-guldåret 1985.
- Glenn Martindahl - Åttiotalsikon som med tre mål i slutspelet bidrog till SM-guldet 1985.
- Magnus Källander - Mittfältsdynamo och pådrivare, allsvensk startman vid 40 års ålder (håller igång med Stenungsunds IF i division tre)
- Dick Last - Landslagsmålvakt med flera allsvenska säsonger i bagaget (lagt skorna på hyllan, fortsatt som sportchef)
- Örjan Persson - Proffs i Skottland med meriter från VM 1970 och 1974
- Sven Rydell - Allsvensk skyttekung och bragdguldsmedaljör
- Agne Simonsson - VM-finalist, bragdguldsmedaljör, Guldbollenvinnare och mästartränare 1985 (lagt skorna på hyllan, fortsatt som tränare)
- Niclas Sjöstedt - Örgrytes meste spelare med 261 matcher i Allsvenskan mellan åren 1987 och 2000, samt den ende spelare vars tröjnummer har pensioneras, nummer 4
- Anders Prytz - Trotjänare med bra vänsterfot, lagkapten 2008 (nu i BK Skottfint)
- Sammy McIlroy - Nordirisk anfallare och mittfältare med meriter som 342 matcher och 57 mål för Manchester United (varav 3 år som lagkapten), 13 matcher och 1 mål för Manchester City, 88 landskamper och 5 mål för Nordirland och 3 år som förbundskapten för Nordirland (lagt skorna på hyllan, fortsatt som tränare)

## Tränare

### Huvudtränare genom åren
• Andreas (Adde) Holmberg (2024- Framåt)
• Xabier Ocenda (2023) (4 sista matcherna)
- Jeffrey Aubynn (2023)
- Brynjar Gunnarsson (2022)
- Dane Ivarsson (2021–2022)
- Keith Millen (2020)
- Thomas Askebrand (2018–2019)
- Sören Börjesson (2017)
- Marcus Lantz (2013–2017)
- Hans Prytz (2011–2013)
- Roberto Jacobsson (2011)
- Bosse Backman (2011)
- Janne Andersson (2010)
- Åge Hareide (2009)
- Janne Carlsson (2006–2009)
- Sören Börjesson (2006)
- Zoran Lukic (2005–2006)
- Jukka Ikäläinen (2004)
- Erik Hamrén (1998–2003)
- Bosse Backman (1998)
- Karl-Gunnar Björklund (1994–1997)
- Torbjörn Nilsson (1991–1993)
- Conny Karlsson (1989–1990)
- Bob Houghton (1987–1988)
- Agne Simonsson (1983–1986)
- Sven-Agne Larsson (1979–1982)
- Nils Berghamn (1977–1978)
- Jan Hallén (1976)
- Lennart Wing (1976)
- Sid Huntley (1974–1975)
- Yngve Brodd (1973)
- Helge Börjesson (1973)
- Agne Simonsson (1971–1972)
- Sven-Agne Larsson (1966–1970)
- Walter Probst (1964–1965)
- Sven-Agne Larsson (1961–1963)
- Karl Adamek (1960)
- Gunnar Gren (1956–1959)

## Kända supportrar
- Morgan Alling - Skådespelare med kärlek för Örgryte IS
- Marcus Birro - Författare, krönikör, italiensk medborgare och en stor fotbollsfantast. Sitter med i Club Calcio-studion under söndagskvällar
- Peter Birro - Regissör
- Björn Afzelius - Musiker, medlem i bland annat Hoola Bandoola Band, skrivit den svenska texten till ÖIS inmarschlåt: "Sång till friheten"
- Leif Pagrotsky - Politiker som ofta visar sin kärlek till klubben
- Harald Treutiger - Programledare i radio och TV
- Fredrik Ohlsson - Har skrivit boken Älskade fotboll – ångestfyllda njutning om sitt förhållande till ÖIS
- Sten Allan Olsson - Grundare av Stena-imperiet med bland annat Stena Line
- Dan Sten Olsson - Koncernchef och huvudägare i Stenasfären
- Lennart Wallenstam - Grundare Wallenstam AB
- Hans Wallenstam - VD Wallenstam AB
- Magnus Kahnberg - Tidigare Ishockeyspelare i Frölunda HC
- Knut Agnred - Medlem i After Shave
- Loke Nyberg - Trubadur
- Mikkey Dee - Trummis i Motörhead
- Claes Eriksson - Medlem i Galenskaparna
- Hans Mosesson - Skådespelare, antagligen mest känd för sin roll som ICA-Stig
- Patrik Carnbäck - Legendarisk ishockeyspelare i Frölunda HC
- Magnus Gustafsson "Gusten" - Före detta tennisspelare
- Patrik Sjöberg - Före detta friidrottsstjärna och innehavare av det svenska och europeiska rekordet i höjdhopp.
- Mikael Ljungberg - Brottare i ÖIS, Guldmedaljör i OS i Sydney 2000, älskad av alla och svensk folkhjälte
- Erica Johansson - Friidrottare, bland annat juniorvärldsmästare i längdhopp.
- Yannick Tregaro - Friidrottare och friidrottstränare
- Martin Rolinski - Sångare i bl.a BWO
- Klas Friberg - SÄPO-chef
- Daniel Poohl - Författare och chefredaktör på tidningen Expo
- Weiron Holmberg - Skådespelare och maskinist
- Albin Lee Meldau - Sångare
- Peter Sandholt - Programledare i ”Morrongänget” Mix Megapol
- Peter Simson - Sångare
- Ernst Rolf - Sångare, skådespelare, revykung
- Lasse Dahlquist - Sångare och kompositör

## Övriga sektioner
Förutom fotboll har Örgryte ytterligare tre sektioner. Historiskt har föreningen bedrivit flera andra sporter, bland annat boxning, tennis och handboll.

### Bowling
Bowlingsektionen grundades 1918 som ÖIS kägelavdelning men blev senare bowlingsektionen. 1931 fick ÖIS sin första svenska mästare i bowling, Einar Sjöberg. Då hade klubben börjat spela i Otterhall 1930 vilket ökade intresset för bowling efter år av lokalproblem men 1935 stängde Otterhall och först 1939 löstes problem då man började spela i Mässhallen och senare spelade man i bowlinghallen i Valhalla. Eric Johnson satte 1940 svenskt rekord i en serie (300 poäng) och två serier (519 poäng). När bowlingens allsvenska startade 1943 var Öis ett av lagen. Sven Källfelt och Nils Strömstedt tillhörde senare klubbens framgångsrika bowlare. Källfelt vann EM-guld 1962 och var lagkapten i landslaget. 1978 tog Benny Rosén över som ordförande, Rosén blev senare ordförande för hela Öis. Han inledde en nysatsning inom bowlingen; 1981 startade bowlingens damsektion som idag spelar i Elitserien och herrarna nådde även de elitserien 1990. Hemmaplan är Strike & Co i Göteborg.

### Brottning
Brottning omnämns i bevarande ÖIS-protokoll första gången 1891 då Örgryte genomför allmänna brottningstävlingar i Balders hage. Men brottningen startade redan tre år tidigare 1888 då Örgryte IS arrangerade tävling i brottning i Exercishuset på Heden. Öis kunde tidigt etablera sig som ledande brottningsklubb med SM-guld 1898 (Carl-Eric Helgesson) och 1904 (Erik Lund). 1905 tog fotbollsspelaren Ivar Ryberg hem SM-tecknet i lätt tungvikt. 1912 tog Claes Johansson OS-guld.
Under 1950-talet hade Öis återigen en stark brottningssektion med världsmästarna Bengt Johansson och Olle Andersson. 1966 började en ny satsning på att få ungdomar till brottningen efter några års stagnation och klubben inledde en framgångsperiod och tog hem seriesegrar i Elitserien. Tränaren Alvar Berglund hade stort inflytande i detta och tränade många framgångsrika brottare från slutet av 60-talet och fram till början av 90-talet.  Öis-brottaren Mikael Ljungberg är en av Sveriges främsta brottare genom tiderna, med ett OS-guld, två VM-guld, två EM-guld och åtskilliga andra medaljer i internationella såväl som nationella turneringar och mästerskap. Öis Johan Eurén tog OS-brons i supertungvikt i grekisk-romersk stil 2012.

### Friidrott
Den första stora friidrottsstjärnan i Öis var Knut "Knatten" Lindberg. Han var en av Sveriges första stora och internationellt berömda idrottsmän. Han deltog i OS-mästerskapen 1906 där han tog silvermedalj i spjutkastning och i de Olympiska sommarspelen 1912 med en silvermedalj i stafett som bästa resultat. Han satte inofficiellt världsrekord på 100 meter med 10,6 sekunder 1906. Eric Lemming tävlade för Öis i slutet av sina karriär.
Håkan Lidman var specialist på 110 m häck under 1930- och 1940-talen. Han vann SM varje år 1934–1945 samt 1947 och 1948. Han tilldelades Bragdguldet 1940. Arne Andersson var förste svensk som sprang 1500 meter under 3.50, vilket inträffade 1939. Han var Gunder Häggs medtävlare i kampen om världsrekorden på medeldistans under första hälften av 1940-talet. Dan Waern blev 1957 förste svensk att springa en engelsk mil under fyra minuter och belönades med Bragdguldet. Höjdhopparen Patrik Sjöberg vann VM-guld 1987 och tog tre OS-medaljer. Bland senare års Öis-friidrottare utmärker sig höjdhopparen Emma Green Tregaro (VM-brons), trestegshopparen Christian Olsson (OS-guld 2004) och tränaren Yannick Tregaro. Inom stavhopp har Alhaji Jeng och Patrik Klüft tävlat för Örgryte.

## Utmärkelser
Sex medlemmar i Öis har mottagit Svenska Dagbladets guldmedalj.
- 1931 – Sven Rydell, fotboll
- 1940 – Håkan Lidman, friidrott
- 1943 – Arne Andersson, friidrott
- 1957 – Dan Waern, friidrott
- 1959 – Agne Simonsson, fotboll
- 1985 – Patrik Sjöberg, friidrott